# 本野英一
本野 英一（もとの えいいち、1955年 - ）は、日本の歴史学者。早稲田大学政治経済学部教授。専門は、東アジア近現代史・中国近現代史・経済史。

## 略歴
1979年東京大学文学部東洋史学科卒。1983年同大学院修士課程修了。修士課程在学中、香港大学語言研修所留学。1989年同大学院博士課程満期退学。博士課程在学中、ジョン・スワイア奨学金を得て、オックスフォード大学大学院セント・アントニーズ・カレッジに留学。同大学の中国社会経済史の大家、マーク・エルヴィンに師事する。1995年オックスフォード大学大学院を修了し博士号取得（Ph.D.）。
帰国後、1989年東京水産大学資源管理学部専任講師、1996年助教授、1999年早稲田大学政治経済学部経済学科助教授、2002年4月より現職。広島女子大学、立命館アジア太平洋大学などで非常勤講師、ハーバード大学客員研究員、オックスフォード大学客員研究員なども務める。

## 著書

### 単著
- Conflict and Cooperation in Sino-British Business, 1860-1911: The Impact of the Pro-British Commercial Network in Shanghai(Macmillan/St. Antony's series,2000)
- 『伝統中国商業秩序の崩壊――不平等条約体制と「英語を話す中国人」』（名古屋大学出版会, 2004年）

### 翻訳書
- ロバート・ビッカーズ著『上海租界興亡史』（昭和堂 2009年）
- ピーター・ロージ著『アジアの軍事革命』（昭和堂 2012年）
- ティモシー・ブルック著『フェルメールの帽子 - 作品から読み解くグローバル化の夜明け（英語版）』（岩波書店 2014年）

## 関係者
- 田中正俊と小島晋治に師事。また、すでに東京大学法学部のアジア政治外交史講座の教官を退官していた坂野正高が東洋文庫で開催していた研究会や、日本女子大学で月末土曜日に開かれていた辛亥革命研究会に参加していた。

## 最近の研究活動
- 近年では、会社登記制度、税制、知的所有権、渉外裁判機構を軸に、清末民初の対外経済関係、経済制度について研究をしている。